# Probstia
Probstia es un género de coleópteros adéfagos de la familia Carabidae.

## Especies
Contiene las siguientes especies:
- Probstia astoni Wiesner, 2010
- Probstia triumphalis (W. Horn, 1902)
- Probstia triumphaloides (Sawada & Wiesner, 1999)